# Kentucky colonel

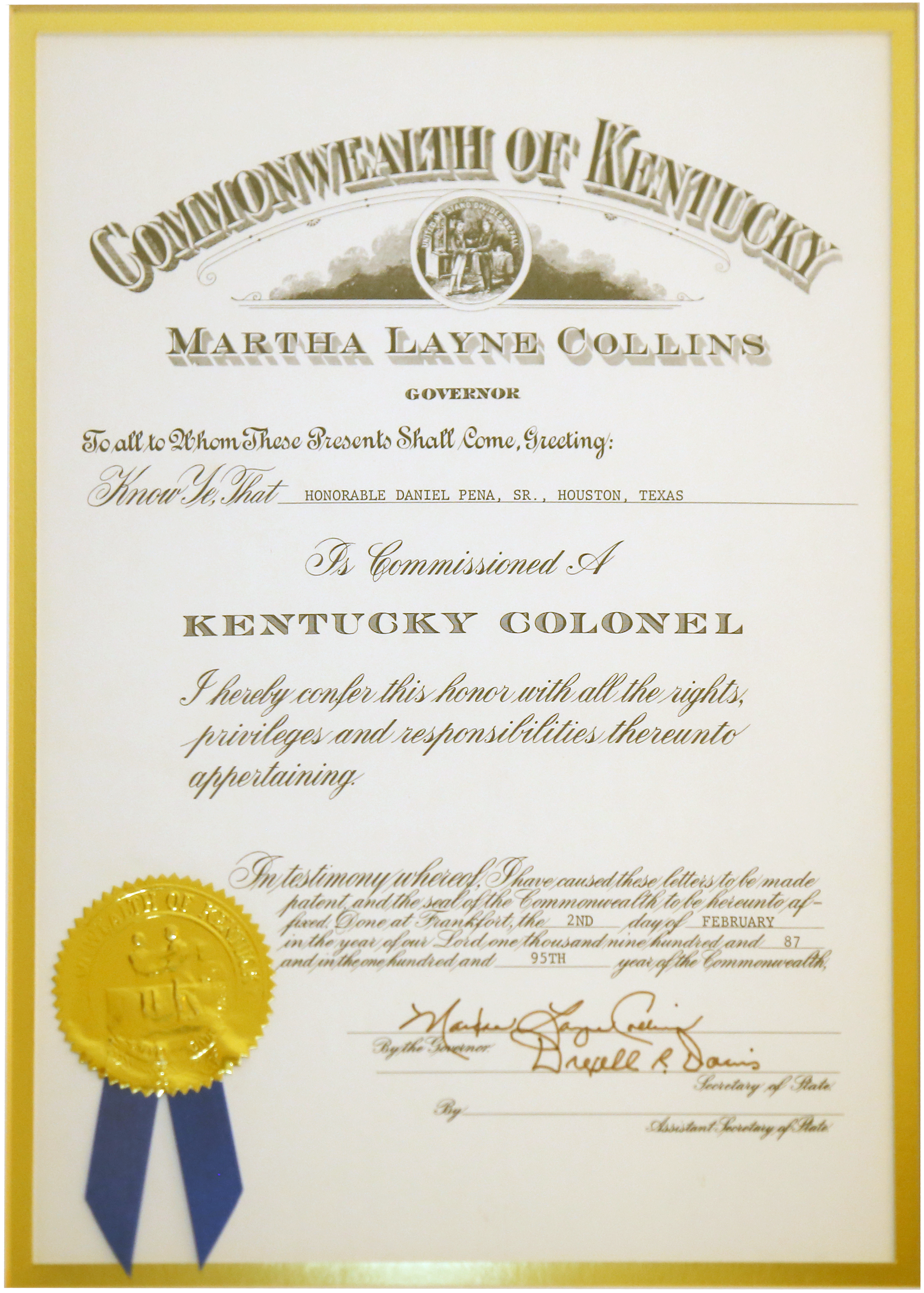
Ett letters patent undertecknat 1987 av Kentuckys guvernör Martha Layne Collins som utnämner en Kentuckyöverste.

Kentucky Colonel (bokstavligen översatt till svenska: Kentuckyöverste) är en hederstitel och den högsta utmärkelsen som utdelas av den amerikanska delstaten Kentucky. Förordnandet undertecknas av Kentuckys guvernör och statssekreterare.

## Historik
Titeln "Kentucky Colonel" har använts formellt sedan 1813, men användes informellt redan innan dess om personer som gjort sig särskilt ryktbara, framför allt under amerikanska revolutionen. När Kentuckymilisen avvecklades efter 1812 års krig utsåg guvernör Isaac Shelby en av sina officerare, Charles S. Todd, till adjutant med överstes grad. Två år senare gifte sig Todd med Shelbys yngsta dotter.
I början hade Kentucky colonels en militär roll, men under 1800-talet blev rollen mer ceremoniell och mot slutet av 1800-talet hade titeln övergått till att bli något av en hederstitel.

## Några personer som fått utmärkelsen Kentucky colonel
- Colonel Sanders
- Muhammad Ali
- Fred Astaire
- Winston Churchill
- Bill Clinton
- Johnny Depp
- Clark Gable
- John Glenn
- Whoopi Goldberg
- Johannes Paulus II
- Elvis Presley
- Tiger Woods
- Stephen Fry